# Ust-Abakan
Ust-Abakan – osiedle typu miejskiego w Rosji, w Chakasji, 15 km na północ od Abakanu. W 2009 liczyło 15 656 mieszkańców.